# أنتوني ويبر
أنتوني ويبر (بالفرنسية: Anthony Weber)‏ (11 يونيو 1987 ستراسبورغ فرنسا - ) هو لاعب كرة قدم فرنسي يلعب كلاعب وسط.

## وصلات خارجية
أنتوني ويبر على موقع قاعدة بيانات كرة القدم.إي يو (الإنجليزية)
- أنتوني ويبر على موقع Soccerway.com (الإنجليزية)
- أنتوني ويبر على موقع عالم كرة القدم.نت (الإنجليزية)
- أنتوني ويبر على موقع AS.com (الإسبانية)